# Inlandsis Ouest-Antarctique
L’inlandsis Ouest-Antarctique, ou calotte Ouest-Antarctique est la partie de l'inlandsis continental qui recouvre l'Antarctique occidental et situé à l'ouest de la chaîne Transantarctique. L'inlandsis Ouest-Antarctique est délimité par la plateforme de glace de Ross et la plateforme de glace de Filchner-Ronne. La glace s'écoule dans les mers d'Amundsen, de Bellingshausen et de Weddell.

## Description
Les glaciologues excluent généralement la Péninsule Antarctique de leur définition de l'Antarctique de l'Ouest. Selon la définition des bassins glaciaires versants utilisée, la superficie de l'Antarctique de l'Ouest est ainsi comprise entre 1,75 et 2,04 millions de kilomètres carrés. 
Le volume actuel de l'inlandsis de l'Antarctique est estimé à 25,4 millions de kilomètres cubes. Cependant, l'inlandsis Ouest-Antarctique représente moins de 10 % de ce dernier, ou 2,2 millions de kilomètres cubes. La masse de la glace a poussé les roches sous-jacentes à s'enfoncer d'une profondeur comprise entre 0,5 et 1 km dans un processus appelé dépression isostasique. La calotte Ouest Antarctique est donc essentiellement une calotte marine, c'est-à-dire qu'elle est en grande partie posée sur un socle continental sous le niveau de la mer. Cela la rend donc vulnérable à une instabilité de calotte marine. 

## Évolution de la calotte
En janvier 2006, dans un rapport commandé par le gouvernement britannique, le directeur du British Antarctic Survey, Chris Rapley (en), avertit que l'inlandsis Ouest-Antarctique pouvait commencer à se désintégrer. Il a été estimé que cette désintégration entraînerait l'élévation du niveau de la mer d'environ 3,3 m. 
En moyenne entre 1992 et 2017, la partie de la calotte d'Antarctique de l'Ouest posée sur le socle continental a perdu entre 67 et 121 milliards de tonnes par an. Ceci est essentiellement attribué à une augmentation de la fonte des plateformes de glace par l'océan dont la température est croissante, et à l'accélération de l'écoulement de la glace qui en résulte en amont des plateformes. Les glaciers ayant subit le plus de perte sont Pine Island, Thwaites, Haynes, Smith, Pope et Kohler.[réf. souhaitée]
Le caractère irréversible des pertes observées fait encore débat, mais des modèles numériques suggèrent que si les taux de fonte actuels sous les plateformes de glace persistent, la calotte Ouest-Antarctique subira des pertes irréversibles,.